# Bürgerkrieg in Sierra Leone

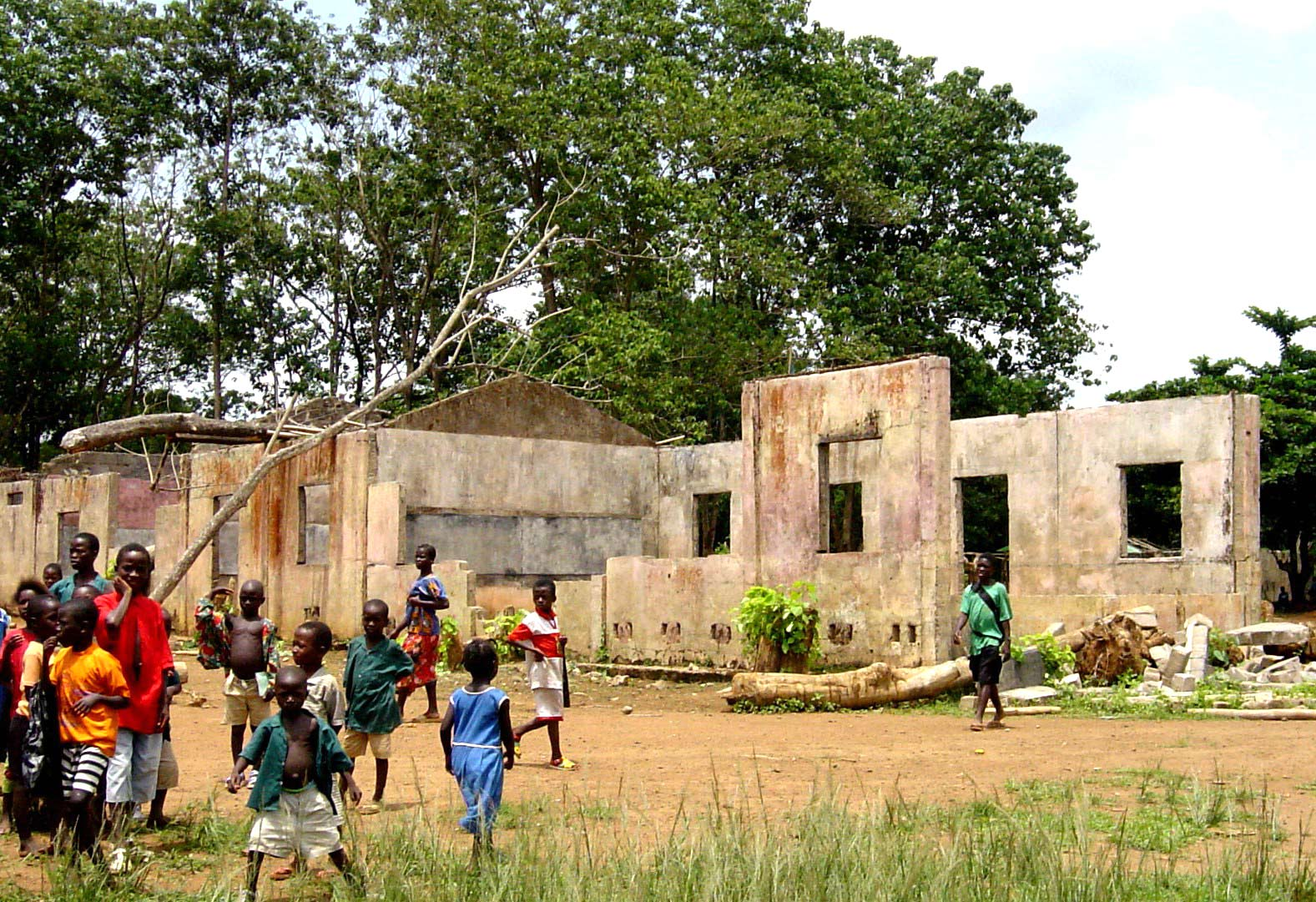
Im Bürgerkrieg zerstörte Schule

Der Bürgerkrieg in Sierra Leone dauerte von 1991 bis 2002. Hierbei kämpfte die Revolutionary United Front, geführt von Foday Sankoh und unterstützt von dem liberianischen Kriegsherrn und späteren Staatspräsidenten Charles Taylor, gegen die wechselnden Regierungen des Landes. Eine wesentliche Rolle in dem Konflikt spielten die Diamantenvorkommen Sierra Leones.

## Hintergrund und Vorgeschichte

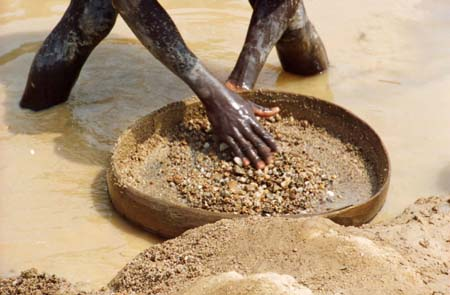
Diamantensuche in Sierra Leone

Sierra Leone ist reich an Diamanten. Seit der Unabhängigkeit 1961 befand sich die Macht in den Händen weniger, die exklusiv von dem Diamantenreichtum profitierten und die Bevölkerungsmehrheit kaum daran teilhaben ließen. Korruption und Misswirtschaft waren verbreitet, Sierra Leone zählte zu den ärmsten Ländern der Welt. Mehrere Militärputsche trugen weiter dazu bei, das Vertrauen in die Regierung zu verringern.
1989 brach im benachbarten Liberia der liberianische Bürgerkrieg aus, in dem verschiedene Kriegsparteien um Macht und um natürliche Ressourcen kämpften. Einer der Kriegsherren in Liberia, Charles Taylor, unterstützte ab 1991 den Sierra-Leoner Foday Sankoh und dessen Rebellenorganisation Revolutionary United Front (RUF) dabei, im Osten des Landes an der liberianischen Grenze einen bewaffneten Kampf gegen die Regierung zu beginnen. Wesentliches Motiv für Taylor war hierbei, über die RUF die Kontrolle über die sierra-leonischen Diamantenminen zu erlangen und durch den Handel mit „Blutdiamanten“ seinen eigenen Krieg zu finanzieren.
Die RUF selbst kämpfte aus Unzufriedenheit mit der Regierung und aus Machthunger. Sie verfolgte das Ziel, die Regierung zu stürzen, doch machte sie nie wirklich deutlich, durch was für eine Regierung sie diese ersetzen wollte. Viele Kämpfer der RUF waren junge Männer ohne Perspektiven, die sich von den Rebellen anheuern ließen, oder auch Kindersoldaten, die verschleppt und zum Kämpfen gezwungen wurden.

## Verlauf

### 1991–1995: Anfänge des Krieges
Die reguläre sierra-leonische Armee konnte der RUF zunächst wenig entgegensetzen, da sie geschwächt worden war, um keinen inneren Machtfaktor darzustellen und die Gefahr eines Militärputsches zu verringern. In der Folge konnten die Rebellen mehrere Städte und die Diamantenminen im Osten des Landes erobern. Die Einkünfte aus der Diamantengewinnung gingen nun an die RUF und an Charles Taylor, während die Regierung nahezu bankrott war. Die unterbezahlte Armee ging bald dazu über, ebenfalls Dörfer zu überfallen, zu plündern und Menschen – auch Kindersoldaten – zwangsweise zu rekrutieren sowie mehr und mehr mit der RUF zusammenzuarbeiten. Die Gewalt von RUF und Armee richtete sich in erster Linie gegen die Zivilbevölkerung, während ernsthafte Kämpfe zwischen Soldaten und Rebellen sehr selten vorkamen. Die so von Rebellen und Soldaten bedrohte Bevölkerung organisierte ihren Schutz durch ethnisch basierte Selbstverteidigungmilizen, die schnell in allen größeren Städten und Flüchtlingslagern entstanden und lange Zeit den einzig verlässlichen Sicherheitsproduzenten in Sierra Leone darstellten.
1992 setzte eine Gruppe junger Offiziere unter Valentine Strasser den damaligen Präsidenten Joseph Saidu Momoh ab. Gründe für diesen Putsch waren die ausbleibende Bezahlung und die – aus Sicht der Putschisten – Unfähigkeit der Regierung, mit den Rebellen umzugehen. Die Kämpfe mit der RUF setzten sich fort. 1995 versuchte Strasser das private Sicherheits- und Militärunternehmen Gurkha Security Group zu engagieren. Nachdem sie bei einem Hinterhalt schwere Verluste erlitten hatte, zog sie sich jedoch schon bald aus Sierra Leone zurück. Daraufhin verpflichtete Strasser im April desselben Jahres ein anderes Unternehmen, Executive Outcomes (EO). In Ermangelung finanzieller Mittel sagte die Regierung EO Diamantenminen-Konzessionen in Koidu im Distrikt Kono zu.
EO traute der unzuverlässigen Armee nicht und arbeitete stattdessen enger mit den Selbstverteidigungsmilizen zusammen, die sie professionalisierten. Gemeinsam mit den Milizen konnte EO unter Einsatz überlegener technischer Mittel wie Kampfhubschrauber die RUF schnell zurückschlagen und die wichtigsten Devisenquellen, die Diamantenminen von Koidu, zurückerobern und die dortige Zivilbevölkerung befreien. Etwa 300.000 Flüchtlinge aus diesen Gebieten konnten zurückkehren. Weniger rohstoffreiche Gebiete wurden allerdings vernachlässigt, sodass die dortige Zivilbevölkerung den Übergriffen der RUF weiter ausgesetzt war.

### 1996: Weiterer Putsch und Wahlen
Am 16. Januar 1996 putschte sich der Verteidigungsminister und General Julius Maada Bio an die Macht. Es wird vermutet, dass EO hiervon wusste, aber nichts dagegen unternahm, weil sie Bio als verlässlicheren Geschäftspartner einschätzte. Unter Bio wurden im Februar die ersten freien Wahlen seit 1967 durchgeführt, was die RUF durch eine Terrorkampagne zu verhindern versuchte: sie hackte Zivilisten Hände und Arme ab, mit der Begründung, dass diese so nicht wählen könnten, machte dabei aber auch vor Kindern nicht halt. Trotzdem wurde Ahmad Tejan Kabbah von der Partei SLPP zum Präsidenten gewählt.
Im November 1996 war die RUF schließlich gezwungen, in Abidjan ein Friedensabkommen mit der Regierung Kabbahs zu unterzeichnen. Unter Druck von IWF und Weltbank, als hoch verschuldetes Land die Militärausgaben zu reduzieren, kündigte Kabbah 1996 den Vertrag mit EO. Der Führer der größten Selbstverteidigungsmiliz, Chief Hinga Norman, wurde unter Kabbah de facto zum Verteidigungsminister und organisierte die Milizen als Ersatzarmee unter der Sammelbezeichnung Civil Defence Forces (CDF), während er die unzuverlässige Armee massiv verkleinern wollte.

### Ab 1997: Eingreifen der ECOWAS

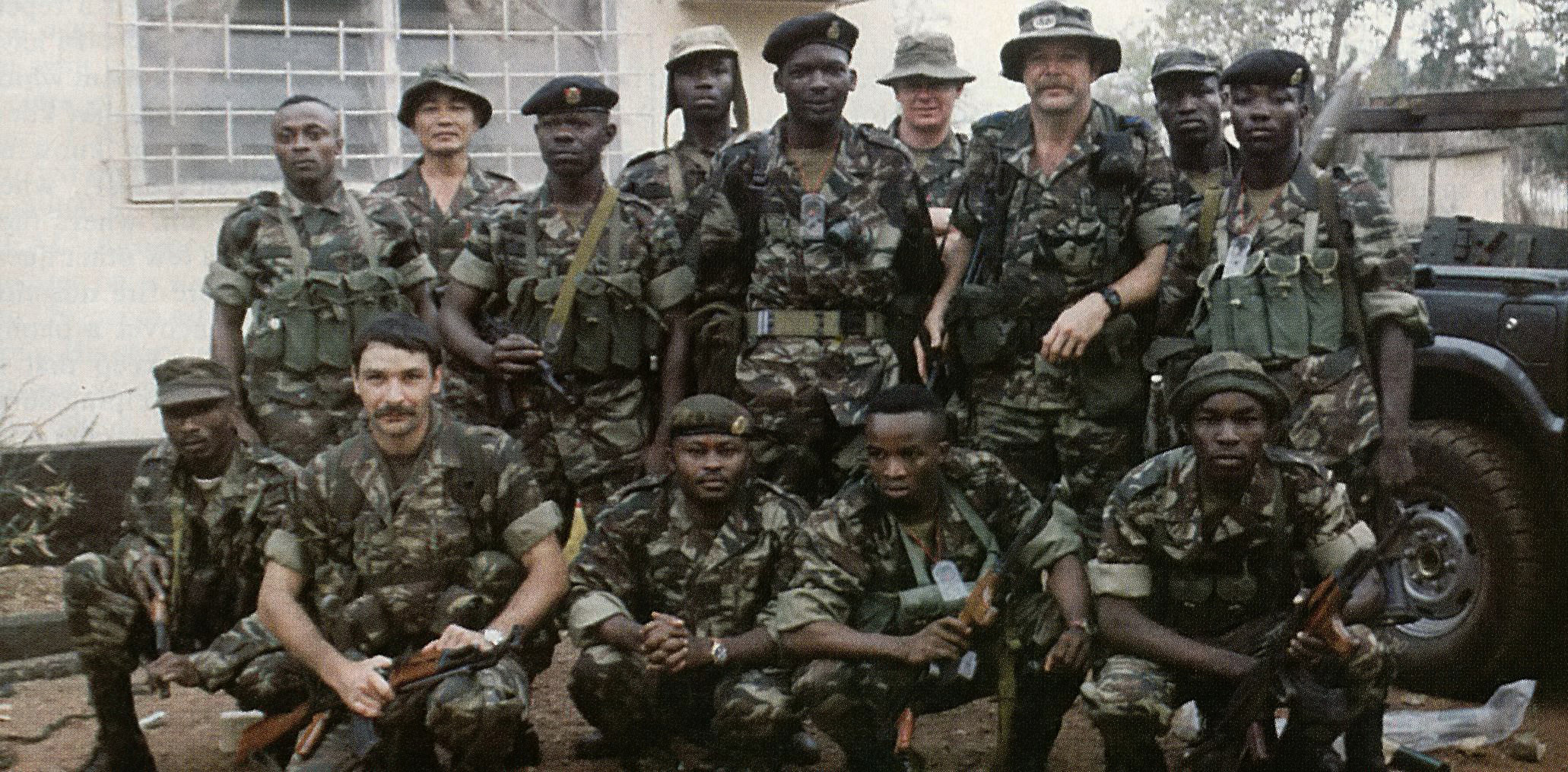
US-Söldner Robert MacKenzie (stehend) mit auszubildenden Truppen in Sierra Leone

Im Mai 1997 ergriffen Offiziere als Armed Forces Revolutionary Council unter Führung von Johnny Paul Koroma die Macht. Sie verbündeten sich mit der RUF und errichteten eine autoritäre Herrschaft. Die Verfassung wurde außer Kraft gesetzt, Demonstrationen und politische Parteien wurden verboten, Kräfte der Regierung griffen gezielt Einrichtungen und Personen des Rechtssystems an, die daraufhin in Scharen das Land verließen. Kabbah musste ins Exil nach Guinea ausweichen und ersuchte die internationale Gemeinschaft um Hilfe. Armee und RUF wurden zur People’s Army zusammengeschlossen. Die Zivilbevölkerung reagierte mit einer Kampagne des zivilen Ungehorsams und wurde in ihrem friedlichen Kampf gegen die Putschisten durch den bewaffneten Kampf der CDF gegen die People’s Army unterstützt.
Truppen der Westafrikanischen Wirtschaftsgemeinschaft und insbesondere Nigerias in Zusammenarbeit mit der britischen Söldnerorganisation Sandline International (die wiederum aus der schon einmal engagierten Executive Outcomes hervorgegangen war) griffen daraufhin im März 1998 in den Konflikt ein. Sie konnten die Putschisten aus der Landeshauptstadt Freetown vertreiben und die gewählte Regierung wieder einsetzen. Kabbah erhielt bei seiner Ankunft in Freetown einen freudigen Empfang durch die Bevölkerung. Die Armee wurde offiziell aufgelöst und einige Monate später mit dem Aufbau einer neuen, zuverlässigeren Armee begonnen, die zunächst nur unter dem Kommando der ECOWAS agierte. Ab Februar 1998 begann die RUF zunächst vor allem in der Kono-Region und bald im ganzen Land mit der sogenannten Operation No Living Thing („Operation Keinerlei Leben“), in deren Rahmen verstärkt Zivilisten getötet oder verstümmelt wurden, um sie für ihre angebliche Unterstützung der Regierung zu bestrafen.
Zur Unterstützung der Regierung blieben die ECOWAS-Truppen im Land; die Kämpfe zwischen CDF, Regierungsarmee, ECOWAS und Rebellen hielten an. Im Mai 1999 griffen Rebellen erneut Freetown an. Es kam zu wochenlangen Kämpfen in der Stadt, bei denen etwa 5.000 Menschen getötet und Zerstörungen angerichtet wurden, bis die ECOWAS wieder die Oberhand gewinnen konnte.

### 1999–2002: Internationale Hilfe und Kriegsende
Im Juli 1999 unterzeichneten RUF und Regierung in Lomé ein weiteres Friedensabkommen. Die Gewalt ging dennoch weiter, auch die UNAMSIL-Friedensmission der Vereinten Nationen konnte sie zunächst nicht unter Kontrolle bringen. Wegen Unklarheiten im Mandat und internen Konflikten vermieden die Blauhelme bewaffnete Auseinandersetzungen und ermöglichten es der RUF dadurch, Ausrüstung und Waffen von UNAMSIL zu erobern und im Mai 2000 über 500 Blauhelme gefangen zu nehmen. Daraufhin griff die britische Armee in der ehemaligen Kolonie ein und konnte durch einen robusteren Militäreinsatz als die Intervention der UN dargestellt hatte, die Situation wenden. Gleichzeitig wurde durch Mandatsänderungen verdeutlicht, dass auch UNAMSIL robust durchgreifen sollte und die Truppe zu der zu diesem Zeitpunkt größten UN-Mission mit 17.500 Soldaten aufgestockt. Der RUF-Führer Foday Sankoh wurde von britischen Soldaten gefangen genommen und in Zusammenarbeit mit den Briten zeigte UNAMSIL ab 2001 zunehmenden Erfolg, die Entwaffnung der Rebellen konnte beginnen. Der Sicherheitsrat der Vereinten Nationen verhängte neben dem Diamantboykott für Sierra Leone auch einen für das Nachbarland Liberia, über das fast der ganze Schmuggel, der die RUF finanzierte, abgewickelt wurde. Kurz darauf verpflichteten sich auch die weltweit größten Diamanthändler im sogenannten Kimberley-Prozess, keine Diamanten aus Konfliktgebieten mehr zu kaufen. Durch beides wurde die Finanzierung der internen Kriegsparteien empfindlich geschwächt.
Das offizielle Ende des Bürgerkrieges wurde am 18. Januar 2002 verkündet, zwei Tage nachdem die Errichtung des Sondergerichtshofs für Sierra Leone beschlossen worden war. Die Neuwahlen am 14. Mai desselben Jahres bestätigten Ahmad Tejan Kabbah mit 70,1 % der Stimmen in seinem Amt, während die zur Partei umgewandelte RUF keinen Parlamentssitz errang.
2005 lief die UNAMSIL-Mission aus und wurde durch die UNIOSIL ersetzt, die die sierra-leonische Regierung dabei unterstützen sollte, die Menschenrechte zu stärken, Wiederaufbau und Entwicklung voranzutreiben und die 2007 abgehaltenen Wahlen vorzubereiten. 2008 wurde UNIOSIL schließlich in das „United Nations Integrated Peacebuilding Office in Sierra Leone“ (UNIPSIL) umgewandelt. Die Mission lief am 30. September 2010 aus.

## Folgen

Bevölkerungsentwicklung in 1000 Einwohnern

50.000 bis 300.000 Menschen kamen während des Bürgerkrieges ums Leben, etwa 2,6 Millionen mussten ihre Heimat verlassen. Diese Verluste sind in der Grafik der Bevölkerungsentwicklung ab 1990 deutlich zu erkennen.
Die RUF machte es sich zum Markenzeichen, bei Überfällen auf Dörfer Zivilisten die Gliedmaßen abzutrennen. Als Folge dieser Vorgehensweise gibt es etwa 20.000 Amputees im Land.
Der Sondergerichtshof für Sierra Leone hat die begangenen Kriegsverbrechen aufgearbeitet und die Verantwortlichen zur Rechenschaft gezogen. Die Sierra Leone Truth and Reconciliation Commission beschäftigte sich ebenfalls mit der Aufarbeitung. Die TRC hatte nicht das Recht, Taten und Täter zu verurteilen oder eine eigene Meinung zu entwickeln.

## Filme
- SL Peacekillers – People and Power, Dokumentation, Al Jazeera, 2018.
- Rebelle, Spielfilm, 2012.
- War Don Don, Dokumentation, 2010; diverse internationale Auszeichnungen, zwei Nominierungen für die Emmy Awards.
- Blood Diamond, Spielfilm, 2006.
- Sierra Leone’s Refugee All Stars, Dokumentation, 2005.
- Lord of War – Händler des Todes, Spielfilm, 2005
- Sierra Leone: Soldiers of fortune, Dokumentation, 2004.
- Innocence under Seige: Healing a Scarred Generation, Dokumentation, 2002.
- A Child’s Century of War, Dokumentation, 2001.
- Children of war: a report from Jaques Pauw, Dokumentation, 2001.